# Pugilato ai Giochi della XXV Olimpiade
I tornei olimpici di pugilato ai Giochi della XXV Olimpiade si svolsero tra il 26 luglio e il 9 agosto 1992 al Pavelló Club Joventut Badalona di Barcellona.

## Podi
| Evento                     | Oro               | Argento               | Bronzo                                  |
| Mosca leggeri (dettagli)   | Rogelio Marcelo   | Daniel Petrov         | Roel Velasco Jan Quast                  |
| Mosca (dettagli)           | Choi Chol-su      | Raúl González         | István Kovács Tim Austin                |
| Gallo (dettagli)           | Joel Casamayor    | Wayne McCullough      | Ri Gwang-sik Mohammed Achik             |
| Piuma (dettagli)           | Andreas Tews      | Faustino Reyes        | Hocine Soltani Ramaz Paliani            |
| Leggeri (dettagli)         | Óscar de la Hoya  | Marco Rudolph         | Namjilyn Bajarsajhan Hong Sung-sik      |
| Superleggeri (dettagli)    | Héctor Vinent     | Mark Leduc            | Leonard Doroftei Jyri Kjäll             |
| Welter (dettagli)          | Michael Carruth   | Juan Hernández Sierra | Arkhom Chenglai Aníbal Santiago Acevedo |
| Medio leggeri (dettagli)   | Juan Carlos Lemus | Orhan Delibaş         | György Mizsei Robin Reid                |
| Medi (dettagli)            | Ariel Hernández   | Chris Byrd            | Wojciech Bartnik Mohamed Bahari         |
| Massimi leggeri (dettagli) | Torsten May       | Rostyslav Zaulyčnyj   | Zoltán Béres Wojciech Bartnik           |
| Massimi (dettagli)         | Félix Savón       | David Izonritei       | Arnold Vanderlyde David Tua             |
| Supermassimi (dettagli)    | Roberto Balado    | Richard Igbineghu     | Svilen Rusinov Brian Nielsen            |

## Medagliere
| Pos.   | Paese             | Oro | Argento | Bronzo | Totale |
| ------ | ----------------- | --- | ------- | ------ | ------ |
| 1      | Cuba              | 7   | 2       | 0      | 9      |
| 2      | Germania          | 2   | 1       | 1      | 4      |
| 3      | Stati Uniti       | 1   | 1       | 1      | 3      |
| 4      | Irlanda           | 1   | 1       | 0      | 2      |
| 5      | Corea del Nord    | 1   | 0       | 1      | 2      |
| 6      | Nigeria           | 0   | 2       | 0      | 2      |
| 7      | Bulgaria          | 0   | 2       | 0      | 2      |
| 7      | Canada            | 0   | 1       | 1      | 2      |
| 7      | Paesi Bassi       | 0   | 1       | 1      | 2      |
| 7      | Squadra Unificata | 0   | 1       | 1      | 2      |
| 11     | Spagna            | 0   | 1       | 0      | 1      |
| 12     | Ungheria          | 0   | 0       | 3      | 3      |
| 13     | Corea del Sud     | 0   | 0       | 2      | 2      |
| 14     | Algeria           | 0   | 0       | 1      | 1      |
| 14     | Danimarca         | 0   | 0       | 1      | 1      |
| 14     | Filippine         | 0   | 0       | 1      | 1      |
| 14     | Finlandia         | 0   | 0       | 1      | 1      |
| 14     | Gran Bretagna     | 0   | 0       | 1      | 1      |
| 14     | Marocco           | 0   | 0       | 1      | 1      |
| 14     | Mongolia          | 0   | 0       | 1      | 1      |
| 14     | Nuova Zelanda     | 0   | 0       | 1      | 1      |
| 14     | Polonia           | 0   | 0       | 1      | 1      |
| 14     | Porto Rico        | 0   | 0       | 1      | 1      |
| 14     | Romania           | 0   | 0       | 1      | 1      |
| 14     | Thailandia        | 0   | 0       | 1      | 1      |
| Totale | Totale            | 12  | 12      | 24     | 48     |